# Papieska elekcja 1143
Papieska elekcja 25-26 września 1143 – odbyła się po śmierci Innocentego II i zakończyła się wyborem papieża Celestyna II.

## Śmierć Innocentego II
Innocenty II zmarł 24 września 1143 roku. Większą część swego pontyfikatu zmagał się z roszczeniami antypapieża Anakleta II (1130-38). W 1138 doszło do zakończenia schizmy i powrotu Innocentego II do Rzymu, co nie oznaczało jednak kresu jego problemów. W następstwie klęski militarnej z wojnie z Rogerem II sycylijskim Stolica Apostolska musiała pogodzić się z roszczeniami Rogera do tytułu królewskiego. Nadto w 1143 roku w Rzymie powstała komuna miejska przeciwna świeckiej władzy papiestwa.

## Kardynałowie elektorzy
W 1143 roku nadal obowiązywał dekret „In Nomine Domini” z 1059 roku, który formalnie przyznawał uprawnienia elektorskie jedynie kardynałom biskupom diecezji suburbikarnych. Dekret ten od dawna budził kontrowersje i spory interpretacyjne. Był kontestowany zwłaszcza przez kardynałów niższych rang tj. prezbiterów i diakonów, którzy w praktyce byli dopuszczani do udziału w elekcjach od 1086 roku, choć początkowo nie na równych prawach. Co więcej, niektóre zbiory prawa kanonicznego (m.in. zbiór kardynała Deusdedita z 1086 roku czy zbiór biskupa Anzelma z Lukki) zawierały nieco zmienioną wersję tego dekretu, która mówiła ogólnie o „kardynałach”, bez żadnych odniesień do specjalnych uprawnień kardynałów biskupów. Do tej wersji w trakcie ostatniej schizmy odwoływali się zwolennicy Anakleta II, który miał poparcie większości kardynałów niższych rang, ale tylko dwóch kardynałów biskupów. Po zakończeniu schizmy, prawdopodobnie w celu uniknięcia na przyszłość podobnych kontrowersji, przyjęto taką interpretację dekretu „In Nomine Domini”, która zakładała udział w elekcji papieskiej wszystkich kardynałów na równych prawach. Interpretacja taka znalazła się m.in. w Dekrecie Gracjana, cieszącym się dużą popularnością zbiorze prawa kanonicznego ułożonym ok. 1140 roku przez cenionego bolońskiego prawnika Gracjana.
We wrześniu 1143 było prawdopodobnie 30 kardynałów, jednak co najmniej ośmiu z nich było nieobecnych. Pozostałych 22 mogło brać udział w elekcji:
- Corrado Demetri (nominacja kardynalska 21 lutego 1114) – kardynał biskup Sabiny; prymas Świętego Kolegium Kardynałów
- Alberic de Beauvais OSBCluny (3 kwietnia 1138) – kardynał biskup Ostii
- Etienne de Chalons OCist (22 lutego 1141) – kardynał biskup Palestriny
- Imar OSBCluny (14 marca 1142) – kardynał biskup Tusculum
- Pietro (18 września 1143) – kardynał biskup Albano
- Gerardo Caccianemici CanReg (10 marca 1123) – kardynał prezbiter S. Croce in Gerusalemme; protoprezbiter Świętego Kolegium Kardynałów; kanclerz Świętego Kościoła Rzymskiego
- Guido del Castello CanReg (1129) – kardynał prezbiter S. Marco
- Gregorio Centu (2 marca 1140) – kardynał prezbiter S. Maria in Trastevere
- Guido Florentinus (2 marca 1140) – kardynał prezbiter S. Crisogono
- Ranier (23 grudnia 1139) – kardynał prezbiter S. Prisca
- Piotr (21 września 1140) – kardynał prezbiter S. Pudenziana
- Tomasz (2 marca 1140) – kardynał prezbiter S. Vitale
- Gregorio Tarquini (10 marca 1123) – kardynał diakon Ss. Sergio e Bacco; protodiakon Świętego Kolegium Kardynałów
- Adenulf OSBCluny (1131) – kardynał diakon S. Maria in Cosmedin; opat Farfa
- Odone Bonecase (5 marca 1132) – kardynał diakon S. Giorgio in Velabro
- Humbald (2 marca 1135) – kardynał diakon S. Maria in Via Lata
- Gerard (18 grudnia 1137) – kardynał diakon S. Maria in Domnica
- Ottaviano de Monticello (26 lutego 1138) – kardynał diakon S. Nicola in Carcere
- Piotr (22 lutego 1141) – kardynał diakon S. Maria in Aquiro
- Piotr (20 września 1141) – kardynał-diakon S. Maria in Portico
- Guido de Summa (20 grudnia 1141) – kardynał diakon bez tytułu [?]
- Niccolò (14 marca 1142) – kardynał diakon bez tytułu [?]

18 elektorów mianował Innocenty II, dwóch Kalikst II, po jednym Paschalis II i Honoriusz II.

### Nieobecni
Co najmniej ośmiu kardynałów (wszyscy z nominacji Innocentego II) było nieobecnych. Sześciu przebywało na zagranicznych misjach legackich, a dwóch innych nie było rezydentami kurii rzymskiej:
- Theodwin OSB (1133) – kardynał biskup Santa Rufina; legat papieski w Niemczech
- Goizo Malastriva (23 grudnia 1139) – kardynał prezbiter S. Cecilia; legat papieski w Lombardii
- Ubaldo de Lucca (17 grudnia 1138) – kardynał prezbiter S. Prassede; legat papieski w Lombardii
- Rainaldo di Collemezzo OSB (1141) – kardynał prezbiter [Ss. Marcellino e Pietro?]; opat Monte Cassino
- Guido Pisano (5 marca 1132) – kardynał diakon Ss. Cosma e Damiano; legat papieski w Hiszpanii
- Guido de Castro Ficeclo (23 września 1139) – kardynał diakon S. Apollinare; legat papieski w Czechach
- Gregorio CanReg (22 lutego 1141) – kardynał diakon bez tytułu [?]; kanonik kapituły w Lukce
- Gilbert (14 marca 1142) – kardynał diakon S. Adriano; legat papieski w Umbrii

## Wybór Celestyna II
Elekcja rozpoczęła się 25 września, nazajutrz po śmierci Innocentego II. Już następnego dnia (26 września) jednogłośnie obrano kardynała Guido del Castello, prezbitera S. Marco. Podobno duży wpływ na taki właśnie werdykt miało stanowisko cesarzowej Matyldy, wdowy po Henryku V. Elekt przybrał imię Celestyn II. 3 października został konsekrowany na biskupa i uroczyście intronizowany w bazylice watykańskiej.